# Tanuetheira orientius
Tanuetheira orientius är en fjärilsart som beskrevs av Gustaaf Hulstaert 1924. Tanuetheira orientius ingår i släktet Tanuetheira och familjen juvelvingar. Inga underarter finns listade i Catalogue of Life.